# Chidir Sajpudinow
Chidir Kurbanowicz Sajpudinow (ros. Хидир Курбанович Сайпудинов; ur. 3 maja 2003) – rosyjski, a od 2022 roku bahrajński zapaśnik, dagestańskiego pochodzenia, walczący przeważnie w stylu wolnym. Zajął 26. miejsce na mistrzostwach świata w 2024 roku.
Srebrny medalista mistrzostw Azji w 2025 i brązowy w 2024. Wicemistrz arabski w 2022. Trzeci na Światowych Igrzyskach Sportów Walki w 2023 roku.